# پاواروتی ۵۲۰۳
سیارک ۵۲۰۳ (به انگلیسی: 5203 Pavarotti، نامگذاری:1984SF1) پنج هزار و دویست و سومین سیارک کشف شده‌است که در ۲۷ سپتامبر ۱۹۸۴ کشف شد.
قدر مطلق سیارک برابر ۱۳٫۵۰ است.